# Municipio de Rust
El municipio de Rust (en inglés: Rust Township) es un municipio ubicado en el condado de Montmorency en el estado estadounidense de Míchigan. En el año 2010 tenía una población de 561 habitantes y una densidad poblacional de 3,01 personas por km².

## Geografía
El municipio de Rust se encuentra ubicado en las coordenadas 44°56′5″N 83°57′24″O / 44.93472, -83.95667. Según la Oficina del Censo de los Estados Unidos, el municipio tiene una superficie total de 186.25 km², de la cual 177,46 km² corresponden a tierra firme y (4,72 %) 8,79 km² es agua.

## Demografía
Según el censo de 2010, había 561 personas residiendo en el municipio de Rust. La densidad de población era de 3,01 hab./km². De los 561 habitantes, el municipio de Rust estaba compuesto por el 95,72 % blancos, el 0,71 % eran amerindios, el 0,18 % eran de otras razas y el 3,39 % eran de una mezcla de razas. Del total de la población el 1,07 % eran hispanos o latinos de cualquier raza.